# Ilyas Mouani

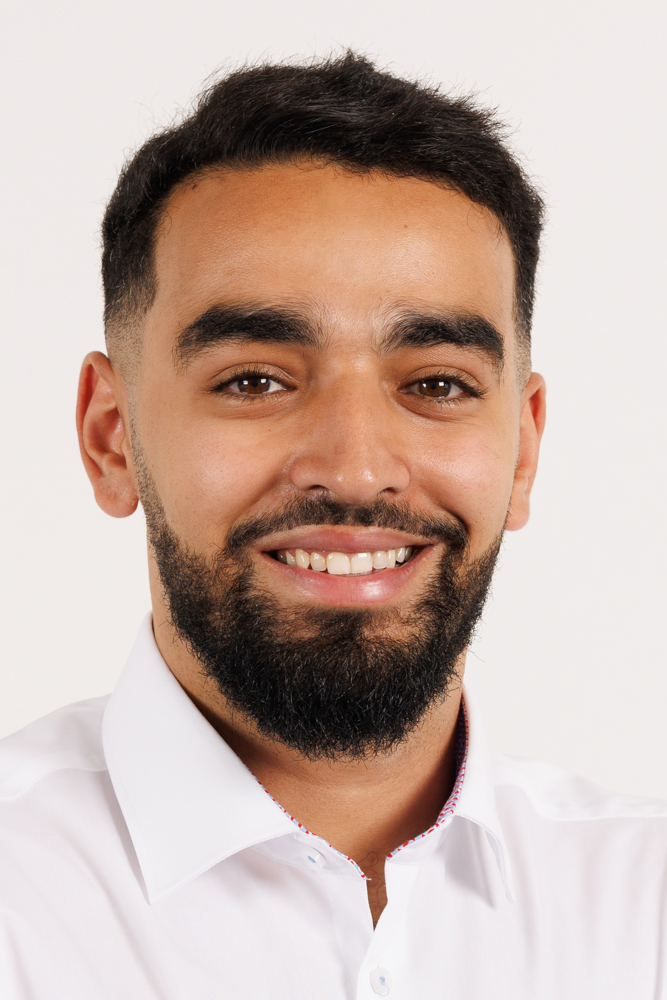
Ilyas Mouani

Ilyas Mouani (Jette, 12 juni 1997) is een Belgisch politicus voor Vooruit.

## Biografie
Van 2015 tot 2017 was Mouani, die Marokkaanse roots heeft, jeugdcoördinator bij Atlemo, een Nederlandstalige atletiekclub in Sint-Jans-Molenbeek. Ook was hij van 2012 tot 2015 jeugdwerker bij het integratiecentrum Foyer en van 2017 tot 2022 instructeur bij de jeugdvereniging JES. 
Tussen 2014 en 2021 was hij animator, hoofdanimator en pleinverantwoordelijke voor de Brusselse speelpleinen en van 2021 tot 2023 was hij voorzitter van de Jeugdraad van de Vlaamse Gemeenschapscommissie. In 2017 stichtte Mouani de vzw Nakama, die kampen en sociale projecten voor jongeren ging organiseren en huiswerkbegeleiding aanbood voor kinderen. Hij leidde de vzw tot in 2022.
Van 2019 tot 2025 werkte Mouani eveneens bij de bioscoopketen Kinepolis, als manager verantwoordelijk voor de ticketverkoop, eindverantwoordelijke en facility manager verantwoordelijk voor het beheer van het gebouw en de security. 
Bij de Brusselse gewestverkiezingen van 9 juni 2024 kreeg Mouani de derde plaats toegewezen op de lijst van Vooruit. Hij werd niet rechtstreeks verkozen, maar kon in juni 2024 toch zitting nemen in het Brussels Hoofdstedelijk Parlement ter vervanging van ontslagnemend staatssecretaris Ans Persoons.
In oktober 2024 stelde Mouani zich kandidaat bij de gemeenteraadsverkiezingen in Brussel, maar hij raakte niet verkozen.